# Partula mooreana
Partula mooreana é uma espécie de gastrópodes da família Partulidae.
Foi endémica da Polinésia Francesa. Está extinta na natureza como resultado da introdução da espécie predadora Euglandina rosea, em 1977.